# Raffaele Ciferri
Raffaele Ciferri (30 de mayo de 1897 - 12 de febrero de 1964 ) fue un agrónomo, botánico, y micólogo italiano. En Boloña obtiene el grado de licenciatura en Agronomía. Entre 1925 a 1932 permanece en Cuba y en República Dominicana, realizando estudios botánicos y agronómicos en base micológica.
De 1932 a 1936 es vicedirector del Laboratorio Criptogámico Italiano.

## Algunas publicaciones
- Ciferri, R. 1922. Notae mycologicae et phytopatologicae. Annales Mycologici 20 (1/2): 34-53
- ----. 1923. Primo pugillo di micromiceti fiorentini nuovi or rari. Bolletino della Società Botanica Italiana 4-6: 98-100
- ----. 1924. ``Prima contribuzione allo studio degli Ustilaginales``. Bolletino della Società Botanica Italiana 2: 46-56
- ----. 1925. Sui nomi generici di Torula, Eutorula, Torulopsis, Cryptococcus e sui nome di gruppo Torulaceae. Atti Istit. Bot. Univ. Lab. Crittogam. Pavia Ser. 3 2: 129-146
- ----. 1928. Quarta contribuzione allo studio degli Ustilaginales. Annales Mycologici 26: 1-68
- ----. 1928. A new genus of the subfamily Nitschkieae. Mycologia 20: 29-30
- ----. 1928. Osservazioni sulla specializzazione del’Albugo ipomaeae-panduratae (Schw.) Sw. Nuovo Giornale Botanico Italiano 35: 112-134, 3 figs, 1 tab.
- ----. 1929. Micoflora Domingensis. Lista de los hongos hasta la fecha indicados en Santo Domingo. Estación Agronomica de Moca Ser. B, Botán. 14: 1-260
- ----. 1929. Informe general sobre la industria cacaotera de Santo Domingo. Estación Agronomica de Moca Ser. B, Botán. 16: 1-190, 35 tabs.

- Ashford, BK; R Ciferri. 1930. A new variety of Acrothecium obovatum. Mycologia 22: 180-185, 2 figs.

- -------------, -----------------. 1930. A new species of Torulopsis: T. nitritophila Cif. et Ashf. Zentralblatt für Bakteriologie Abt. II 81: 63-67, 1 fig.

- Ciferri, R. 1930. Contribuzioni alla sistematica delle Torulopsidaceae. II-XIV. Archiv für Protistenkunde 3 Heft 71: 405-452, 6 figs, tabs 14-16
- ----. 1930. Phytopathological survey of Santo Domingo 1925-1929. Journal of the Department of Agriculture, Porto Rico 14 (1): 5-44
- ----. 1931. Quinta contribuzione allo studio degli Ustilaginales. Annales Mycologici 29 (1-2): 1-74, 17 figs.
- ----. 1931. Mycoflora Domingensis exsiccata (Cent. I, no. 1-100). Annales Mycologici 29: 283-299
- ----. 1931. Smuts collected in the Dominican Republic by E.L. Ekznan. Arkiv för Botanik 23A (4 Heft, Nr 14): 1-29
- ----. 1931. Contributions to the classification of Torulopsidaceae I. An American variety of Torulopsis minuta. Mycologia 23 (2): 140-146.
- ----, Tomaselli, R. 1952. Saggio di una sistematica micolichenologica. Atti Ist. Bot. Pavia Ser. 5 10: 25-84

- ----, ---------. 1953. Tentative mycolichenes classification. Atti dell’Istituto Botanico della Università e Laboratorio Crittogamico di Pavia Ser. 5 10 (1): 25-84

- ----, ---------. 1954. Reply to Santesson’s criticism on taxonomy of fungal symbionts of lichens. Taxon 3: 230-231

- Ainsworth, GC; R Ciferri. 1955. Mycological taxonomic literature and publications. Taxon 4: 3-6

- Ciferri, R; Tomaselli, R. 1955. Sulla nomenclatura del fungo simbionte dei licheni. Nuovo Giornale Botanico Italiano N.S. 62 (3-4): 501-504

- Tomaselli, R; Ciferri, R. 1954. Scissioni di generi di licheni sulla base delle caratteristiche del fungo. Atti Ist. Bot. Univ. Pavia Ser. 5 12 (1): 30-69

- Batista, AC; CAM Costa, R Ciferri. 1956. Organogenese e sistemática dos fungos Trichopeltinaceae (Theiss.) emend. nobis. Atti Ist. Bot. Univ. Pavia Ser. 5 15: 35-56, 10 figs.

- Ciferri, R; Tomaselli, R. 1957. Prospetto di una sistematica micolichenologica. Atti Ist. Bot. Univ. Pavia Ser. 5 14 (1-3): 247-262

- Batista, AC; R Ciferri. 1956, publ. 1957. Em torno de Coccodinium bartschii Massal. e Naetrocymbe fuliginea Koerber e seu reconhecimento como Cucurbitaria bartschi. Atti dell’Istituto Botanico della Università e Laboratorio Crittogamico di Pavia Ser. 5 14 (1-3): 225-231, 3 figs.

- Batista, AC; R Ciferri. 1957. Dictyoarthrinopsis and Setodochium two new genera of moniliaceous fungi. Atti Ist. Bot. Univ. Pavia Ser. 5 15: 57-62, 3 figs.

- Batista, AC; R Ciferri. 1957. Two previously undescribed cucurbitariaceous fungi. Atti Ist. Bot. Univ. Pavia Ser. 5 15: 63-66, 2 figs.

- Batista, AC; R Ciferri. 1957. Contribuição ao estudo dos ascomicetos Pernambucanos. Sydowia Beiheft 1: 325-341, 4 pls, 24 figs.

- Batista, AC; CA Costa, R Ciferri. 1958. Organogênese e sistemática dos fungos Trichopeltinaceae (Theiss.) emend. nobis. Atti dell’Istituto Botanico della Università e Laboratorio Crittogamico di Pavia Ser. 5 15: 35-56

- Batista, AC; R Ciferri. 1959. Sistemática dos fungos imperfeitos de picnostromas com himênio invertido (Peltasterales). Mycopathologia et Mycologia Applicata 11 (1-2): 1-102

- Batista, AC; R Ciferri. 1962. The Chaetothyriales. Sydowia Beihefte 3: 1-129, 92 figs.

- Batista, AC; JL Bezerra, R Ciferri. 1962, publ. 1964. Novos Sphaeropsidaceae picnostromáticos. Anais do XIII Congresso Nacional da Sociedade Botânica do Brasil. 447-453, 5 figs.

### Libros
- Castellani, E; R Ciferri. 1937, publ. 1938. Prodromus Mycoflorae Africae orientalis Italicae. 167 pp. Firenze; Istituto Agricolo Coloniale Italiano

- Castellani, E; R Ciferri. 1950. Mycoflora Erythraea, Somalia et Aethiopica. Suppl. I. Atti Ist. Bot. Univ. Pavia Suppl. H. 52 pp.

- Batista, AC; R Ciferri. 1963. The sooty-molds of the family Asbolisiaceae. Quaderni. Laboratorio Crittogamico, Istituto Botanico della Università di Pavia 31: vii + 229 pp. 23 pls, 115 figs.

- Batista, AC; R Ciferri. 1963. Capnodiales. Saccardoa 2: 1-298, 2 pls (12 figs), 98 figs.

## Honores

### Membresías
- Sociedad Micológica Británica
- Sociedad Micológica Francesa
- Concejo de Estudios de Malezas de Europa

Doctor en Medicina honoris causa de la Universidad de Recife
- La abreviatura «Cif.» se emplea para indicar a Raffaele Ciferri como autoridad en la descripción y clasificación científica de los vegetales.[1]